# Miguel Mendes
Miguel Gonçalves Mendes (Covilhã, 2 settembre 1978) è un regista e sceneggiatore portoghese.

## Biografia
Studiò al liceo a Olhão, Algarve. A Lisbona frequentò il primo anno di antropologia presso la Nuova Università di Lisbona. Lasciato questo indirizzo, si iscrisse a Scienze Politiche e Sociali Istituto Superiore, sempre a Lisbona, dove ha studiato per due anni Relazioni Internazionali, senza però laurearsi. A 20 anni ha iniziato interessarsi come attore e produttore di arte visiva e mezzi di comunicazione. Nel 2001 ha frequentato per quattro anni la Scuola di Cinema di Lisbona dove si è laureato in montaggio.
Ha fondato e creato la casa di produzione JumpCut e diretto: Autografia, un documentario sul poeta portoghese e pittore Mario Cesariny, che è stato proiettato in Spagna, Italia e São Tomé. Ha inoltre partecipato ad alcuni festival cinematografici di tutto il mondo. Nel 2010 ha diretto José e Pilar, film documentario sul premio Nobel per la letteratura, José Saramago e sua moglie Pilar del Río. Il film, co-prodotto da Pedro Almodóvar El Deseo e Fernando Meirelles 'O2, ha raccolto recensioni molto positive e un interesse popolare unico in Portogallo. Ha realizzato, con la ballerina e coreografa Vera Mantero, il film-documentario Curso de Silêncio (2007), basato sull'universo immaginale della scrittrice portoghese Maria Gabriela Llansol. Ha annunciato di voler realizzare un adattamento cinematografico del romanzo Il Vangelo secondo Gesù Cristo dello stesso José Saramago.

## Filmografia
- D. Nieves, cortometraggio (2002)
- Autografia, documentario (2004)
- The Battle of the Three Kings, (2004)
- Floripes or the Death of the Myth, (2005)
- Curso de Silêncio, film-documentario (2007, con Vera Mantero)
- Dedicated to the one I love, cortometraggio (2007)
- Floripes, cortometraggio (2007)
- Monday, cortometraggio (2008)
- Azinhaga, cortometraggio (2008)
- Zarco, cortometraggio (2008)
- The Path of Salomão, cortometraggio (2009)
- José e Pilar, documentario (2010)
- O Labirinto da Saudade, documentario (2017)